# Шликов Віктор Леонідович
Віктор Леонідович Шликов (нар. 1922, Мелітополь, Катеринославська губернія, Україна — пом. ?, Україна) — радянський український тренер.

## Кар'єра тренера
У 1956 році входив до тренерського штабу крюківського «Авангарду». Того ж року очолив кременчуцький «Вагонобудівник». У 1958 році — старший тренер ФК «Буревісник» (Мелітополь). З січня й до кінця вересня 1959 року допомагав тренувати мелітопольський «Спартак». У 1959 році, після організації футбольної команди, яка представляла місто Кривий Ріг, отримав запрошення до тренерського штабу, де допомагав тренувати футболістів. Після відставки Володимира Гриніна, з жовтня до кінця 1960 року керував виконував обов'язки старшого тренера «Команди міста Кривий Ріг». Наступного року, коли команда змінила назву на «Авангард» (Кривий Ріг), працював у клубі помічником старшого тренера.